# CLASS SEVEN
CLASS SEVEN（クラスセブン）は、日本の7人組グループ。TOBE所属。2025年7月7日、デジタルシングル『miss you』で世界同時配信デビュー。

## 概要
5つ星を超える7つ星は、最高級を示しており、無限の可能性を秘める7つの星が成長し、CLASS（階位）を上げていくといった意味が込められている。

## 来歴

### 2024年
5月17日、TOBEの公式X（旧Twitter）で、TRAINEE（研修生）より6人組グループ・DeePals（ディーパルズ）の結成が発表され、6月に有明アリーナでそれぞれ開催される三宅健、北山宏光、IMP.の単独公演にも出演することが決定。この時点で明かされたビジュアルは目深にハットをかぶった素顔が見えないもので、名前、年齢も未公表だった。
6月13日、DeePalsのメンバーが発表され、髙野秀侑、高田憐、近藤大海、横田大雅、星慧音、中澤漣のプロフィールも公表される。
11月11日、DeePalsのメンバーに大東立樹が加わる形でCLASS SEVENが結成。結成の発表と同時にオフィシャルサイトとオフィシャルファンクラブも開設した。

### 2025年
1月6日発売の週刊誌『AERA』2025年1月13日号（朝日新聞出版）で、雑誌初表紙を飾る。
3月6日・7日の2日間にわたって東京ドームで開催された『to HEROes 〜TOBE 2nd Super Live〜』に出演。3月7日公演で7月7日に『miss you』で配信デビューすることがサプライズ発表された。
6月1日、公式XとInstagram、Threadsを開設。
7月2日、『FNS歌謡祭夏』に出演し、デビュー曲をテレビ初歌唱する。
7月7日、デジタルシングル『miss you』で配信デビュー。ミュージックビデオがYouTubeで公開された。日本テレビ系『ZIP!』に生出演し、TBS系『THE TIME,』、テレビ朝日系『グッド！モーニング』にも出演。17:00からはInstagram、19:00よりLINE MUSICで生配信を行う。Threadsでは募集した質問にメンバーが音声で返答する「77問77答」を開催。配信デビュー記念として同日から9月7日までカラオケ ビッグエコーとのコラボ企画がスタート。ビッグエコー7店舗をジャックし、カラオケスタンプラリーが行われる。
7月7日、ハル学園公式TikTokで配信されるショートドラマシリーズ『ハル学園』に出演し、7人そろってドラマに初挑戦する。

## メンバー
出典
| 名前                           | 生年月日               | 血液型 | メンバーカラー |
| ------------------------------ | ---------------------- | ------ | -------------- |
| 大東立樹 （おおひがし りつき） | 2004年11月29日（20歳） | A型    | 赤             |
| 髙野秀侑 （たかの しゅう）     | 2009年2月26日（16歳）  | A型    | 青             |
| 高田憐 （たかだ れん）         | 2009年2月27日（16歳）  | O型    | 黄             |
| 近藤大海 （こんどう たいかい） | 2006年8月15日（19歳）  | A型    | オレンジ       |
| 横田大雅 （よこた たいが）     | 2010年1月22日（15歳）  | O型    | 緑             |
| 星慧音 （ほし けいと）         | 2010年4月21日（15歳）  | A型    | ピンク         |
| 中澤漣 （なかざわ れん）       | 2009年8月23日（15歳）  | B型    | 紫             |

## ディスコグラフィ

### 配信シングル
レーベルはTOBE MUSIC。順位はオリコン調べによるオリコン週間デジタルシングル（単曲）ランキングでの最高順位を示す。 
|     | 発売日       | タイトル | 規格                   | 順位 |
| --- | ------------ | -------- | ---------------------- | ---- |
| 1st | 2025年7月7日 | miss you | デジタル・ダウンロード | 8位  |

### ミュージック・ビデオ
| 年   | タイトル | リンク     | 監督 | 備考 |
| ---- | -------- | ---------- | ---- | ---- |
| 2025 | miss you | [ 動画 1 ] |      |      |

## 出演

### コンサート
- HIROMITSU KITAYAMA ｢ZOO｣（2024年12月3日 - 4日、ぴあアリーナMM）[17]
- to HEROes 〜TOBE 2nd Super Live〜（2025年3月6日 - 7日、東京ドーム / 4月6日 - 7日、京セラドーム大阪）[18]

### イベント
- 渋谷アオハル2.0祭（2025年8月17日、MIYASHITA PARK 屋上）[19]

### 舞台
- IMPACT（2025年5月1日 - 25日、御園座 / 5月30日 - 6月1日、本多の森北電ホール / 6月6日 - 8日、広島文化学園HBGホール） - 大東・高田・近藤・横田・中澤[20]

### CM・広告
- NECパーソナルコンピュータ「NEC LAVIE」（2025年7月7日 - ） - WEB CM[21][注 1]
- WEGO「WEGOTEE 2025」（2025年7月11日 - ） - ビジュアル起用[23]

### 配信ドラマ
- ハル学園（2025年7月7日 - 配信、ハル学園公式TikTok〈全7話〉）[24]